# 루흐
루흐(Rukh)는 대한민국의 인디 밴드로, 이 밴드는 의외로 보컬이 없는 3인조 싸이키델릭 사운드를 지향하고 있다.
밴드명 루흐(Rukh)의 '루흐'(Rukh)는 전설 속에 등장하는 새로, 독수리와 비슷하게 생겼지만, 오히려 몸집은 훨씬 더 커서 웅대한 날개는 태양을 가릴 정도라고 하는 새로 알려져 있고, 《천일야화》·《동방견문록》·《이븐 바투타 여행기》 등의 저서에도 거론 및 등장한다.

## 음반 목록
- 1집 《Escape From Reality》 (2014년)